# Primary (musicien)
Choi Dong-hoon, alias Primary (프라이머리), est un musicien de hip-hop et producteur musical sud-coréen, né le 31 janvier 1983 à Séoul (Gyeonggi).
Auparavant musicien et producteur pour Amoeba Culture à la fin des années 2000, il fonde son propre label Paktory Company, le 22 avril 2020.

## Biographie

### Jeunesse et formation
Choi Dong-hoon (hangeul : 최동훈 ; RR : Choe Donghun ; MR : Ch'oe Tonghun) naît le 31 janvier 1983 à Séoul, dans la province de Gyeonggi. Adolescent, il grandit avec la musique, dont ses parents sont « farouchement opposés ».
Jeune, il fréquente le département de langue et littérature anglaises à l'école d'art et de design de l'université Kyung Hee, où il entame l'académie de jazz.

### Carrière
Choi Dong-hoon commence sa carrière, en 2004, sur scène de hip-hop sud-coréen avec les groupes Dynamic Duo et Garion. Il écrit de temps en temps des paroles, laissant le rap et le chant aux autres chanteurs et se penche sur la production : « Je ne suis pas avide du chant », avoue-t-il.
En 2006, il fait ses débuts avec le groupe P'Skool (피스쿨, litt. « école de la paix ») et utilise son surnom Primary (프라이머리스쿨, litt. « école primaire »), en portant sur sa tête une boîte en carton avec un bec d'oiseau :

« Je voulais créer mon propre personnage. Je suis sûr que ma musique ne sera pas démodée dans 10 à 20 ans. Mais mon image pourrait le devenir. C'est pourquoi j'ai demandé à un ami de créer une mascotte. Le surnom « Primary » est inspiré de la même raison. Je pense que l'image d'une personne, son nom ou son empreinte, peuvent donner une certaine image. Je veux faire de la musique variée. »

— Primary
En 2007, il compose, pour la première fois, la musique du film Attack on the Pin-Up Boys (꽃미남 연쇄 테러사건) de Lee Kwon.
Le 6 mai 2011, dans l'émission You Hee-yeol's Sketchbook (유희열의 스케치북) sur KBS2, il révèle pour la première fois son visage au public sans boîte en raison de la pression ressentie du fait qu'en portant le masque, les fanatiques « étaient plus intéressés par le mystère que par la musique », explique-t-il.
Le 31 octobre 2012, son premier album Primary and the Messengers LP en solo voir le jour, accompagnés des chanteurs Dynamic Duo, E Sens, Double K, Dok2, Jinbo, Bumkey, Junggigo, Deadpy, Paloalto, Beenzino, Yankie, Garion, Simon D., Zion.T, Rhythm Power, Jay Park, MBLAQ et G.O. : un succès immédiat, notamment le premier single 물음표 (« point d'interrogation ») qui en tête des classements musicaux. Ses chansons 축하해 (« félicitations »), I'm Back et 독 (« poison ») entrent dans le top 100 des charts sud-coréens.
Le 12 août 2015, il revient avec son deuxième album, simplement intitulé 2, et présente sa première chanson, style disco, 네일 했어 (« j'ai fait mes ongles ») qu'il fredonne en compagnie de Lena Park.
Le 24 mars 2020, Amoeba Culture annonce que leur contrat avec Primary est désormais résilié,. Le 24 avril suivant, il fonde son propre label Paktory Company (팩토리 컴퍼니).

### Vie privée
Le 9 octobre 2019, Primary se marie avec la mannequin Nam Bo-ra.

## Discographie

### Singles
- 요지경 (« verre magique »), avec Supreme Team (2011)
- 자니 (« Johnny »), avec Dynamic Duo (2012)
- 만나 (« manne »), avec Zion.T (2012)
- 씨스루 (« transparent »), avec Gaeko et Zion.T (2012)
- 입장정리 (« sommaire du poste »), avec Choiza et Simon Dominic (2012)
- 물음표 (« point d'interrogation »), avec Choiza et Zion.T (2012)
- Bawling (« beuglement »), avec Oh Hyuk (2015)
- 조만간 봐요 (« à bientôt »), avec Kim Bum-soo et Gaeko (2015)
- 마네퀸 (« mannequin »), avec Beenzino et Suran (2015)
- 아끼지마 (« ne l'épargnez pas »), avec Park Choa et Iron (2015)
- 네일 했어 (« j'ai fait mes ongles »), avec Lena Park (2015)
- ~42, avec Sam Kim et Esna (2017)
- Right? (« raison ? »), avec Soyou (2017)
- Dressroom (« vestiaire »), avec Anda (2018)
- 우주 (« univers »), avec SUMIN et Qim Isle (2019)
- When I Fall in Love (« quand je tombe amoureux »), avec Meego et Suran (2019)
- Cloud (« nuage »), avec Park Choa (2020)
- Bless You (« te bénir »), avec Sam Kim, Woodz et pH-1 (2020)

### Bandes originales

#### Longs métrages
- 2007 : Attack on the Pin-Up Boys (꽃미남 연쇄 테러사건) de Lee Kwon
- 2020 : La Traque (사냥의 시간) de Yoon Sung-hyun
- 2023 : Believer 2 (독전 2) de Baek Jong-yul
- 2024 : Pilot (파일럿) de Lee Kwon
- 2024 : Love in the Big City (대도시의 사랑법) de E.oni

#### Séries télévisées
- 2021-2023 : D.P.
- 2022 : Héros fragile (약한영웅 Class 1)
- 2023 : Black Knight (택배기사)
- 2024 : A Shop for Killers (킬러들의 쇼핑몰)
- 2025 : Newtopia (뉴토피아)

## Distinctions

### Récompense
- Blue Dragon Film Awards 2024 : meilleur musique du film Love in the Big City[17]